# William Lynch
William Lynch (1742 – 1820) is een van de personen van wie mogelijk het eponiem lynchen is afgeleid.
In 1780 werd Pittsylvania County voortdurend geplaagd werd door een bende vandalen. Een groepje grimmige burgers onder de leiding van William Lynch kreeg ze te pakken, de geplande afstraffing liep uit de hand en eindigde in een ophanging. Het onverdachte verslag hierover staat in een artikel van de hand van Edgar Allan Poe, in het Nederlands vooral bekend van zijn Tales of Mystery and Imagination, zonderlinge verhalen over duistere kastelen, moord en vervloekte dienstmeiden. Poe was een groot deel van zijn leven als een hardwerkend journalist onderweg en vocht verbeten tegen de armoede. Zijn artikel was bedoeld als argument tegen de zwarte — in de dubbele betekenis van het woord — misère in grote delen van de Verenigde Staten.
Poe's verslag wordt bevestigd door enkele pagina's in het dagboek van de astronoom en landmeter Andrew Ellicot (1754-1820). In zijn hoedanigheid als landmeter ontmoette Ellicot de voormalige legerkapitein en in 1811 parlementslid William Lynch en refereert aan hem in zijn dagboek als 'de bedenker van lynch law'. 
Lynch zou sinds 1782 in Pittsylvania County in overleg met de autoriteiten van de staat Virginia het recht hebben gehad om misdadigers zonder verder proces te straffen, mede omdat de structuren en procedures daarvoor ontbraken.